# Лялинский медеплавильный завод
Лялинский медеплавильный завод — медеплавильный завод, действовавший в 1724—1744 годах и в 1772—1779 годах на Урале.

## История создания
В 1719 году верхотурским жителем К. Завариным на реке Ляля была обнаружена медная руда, и с апреля 1723 года в этом месте началась добыча медной руды. В 1723 году указом Петра I в устье реки Каменка, при впадении её в реку Лялю, у села Караул началось строительство заводской плотины.
К августу 1724 года были построены плотина, медеплавильная фабрика, караульная изба, 12 печей для обжига роштейна, молот для измельчения руды, кузница, заводская контора, командирский дом, лаборатория для опытов, изба для рабочих, конюшня, печи для получения поташа и стекла, угольный и известковый сараи, амбары для хранения меди и заводского инструмента.
В 1725—1727 годах на заводе действовало купоросное производство, а с помощью иностранного мастера Инглика запускалось стеклянное, а затем и поташное производство. В 1732 году была возведена резервная плотина.
В 1772 году производство пытался возобновить полковник Н. И. Маслов, но средств не хватило, и в 1779 году завод был окончательно закрыт.

## Рудники
В 1727 году руда поблизости завода, на реке Ляля, истощилась. В том же 1727 году крестьянин Влас Коптяков указал новые месторождения руды на Павдинском кряже, а в 1729 году его сын С. Коптяков — месторождение у Конжаковского камня. Откуда продолжилась добыча и доставка руды для завода санным путем с расстояния более 80 верст. Разработка рудников продолжалась только в летний период, вплоть до 1744 года, достигая 40 тысяч пуд руды в год. В 1744 году из-за дальности доставка руды производство завода было остановлено.

## Численность завода
К заводу были приписаны крестьяне из 18 деревень и сёл Верхотурского уезда.

## Ссылка
- Письмо мастерового уральского завода//Государственный архив Свердловской области (ГАСО), ф. 24, оп. 1, д. 2217, лл. 168—170.